# Aokigahara
Aokigahara (青木ヶ原 na japanskom), poznata i kao Šuma samoubojstava ili More drveća (樹海, transliterirano kao Džukai), šuma koja se nalazi u sjeverozapadnom podnožju planine Fuji i zauzima 35 kvadratnih kilometara. Šuma sadržava brojne kamenite i ledene pećine od kojih su neke i atraktivna turistička odredišta. S obzirom na to da visoka gustoća drveća u šumi sprječava vjetar i da u šumi nema gotovo uopće životinja, sama šuma je izuzetno tiha.
Šuma ima povijesnu povezanost s demonima iz japanske mitologije. Ova je šuma također i popularno mjesto za samoubojstva. U 2010. godini je u njoj izvršeno čak 54 samoubojstava unatoč brojnim znakovima na engleskom i japanskom koji pozivaju posjetitelje da si ne oduzmu život.